# Santa Lucrécia de Algeriz
Santa Lucrécia de Algeriz is een plaats (freguesia) in de Portugese gemeente Braga en telt 485 inwoners (2001).